# Силин, Яков Петрович
Яков Петрович Силин (род. 17 мая 1961, Глубоковский район, Восточно-Казахстанская область) — доктор экономических наук, профессор кафедры региональной, муниципальной экономики и управления, ректор Уральского государственного экономического университета (с 2015—н.в.). Почётный гражданин Екатеринбурга (2023)

## Биография
Родился 17 мая 1961 года в селе Сизовка Глубоковского района Восточно-Казахстанской области, Казахской ССР. Отец — Пётр Петрович, мать — Елизавета Августовна.
В 1978 году окончил среднюю школу с золотой медалью. В 1982 году закончил Симферопольское высшее военно-политическое строительное училище. В 1982—1991 годах продолжил службу в Железнодорожных войсках СССР, затем оставил службу в звании подполковника.
В 1991 году окончил Тюменский государственный университет с красным дипломом. В 1995 году стал магистром государственного управления в Академии народного хозяйства при Правительстве РФ. В 1998 году стал кандидатом экономических наук, защитил кандидатскую диссертацию на тему «Особенности формирования и регулирования рынка труда в крупнейших городах России» под научным руководством профессора Е. Г. Анимица в Уральском государственном экономическом университете (УрГЭУ). В 2005 году был удостоен докторской степени по экономике, защитил в УрГЭУ докторскую диссертацию «Теоретико-методологические подходы к анализу эволюции и современного состояния городской политики в России» (научный консультант Е. Г. Анимица; официальные оппоненты Б. С. Жихаревич, Э. Я. Пешина и В. П. Чичканов).
Преподавательскую деятельность начал на кафедре региональной и муниципальной экономики Уральского государственного экономического университета в 1992 году. В 2008—2011 годах преподавал на экономическом факультете Пермского государственного университета. В 2011—2015 годах был директором Института региональной и муниципальной экономики УрГЭУ.
В ноябре 2015 года избран ректором Уральского государственного экономического университета. В 2020 году переизбран на новый срок.
Был председателем Комитета по делам молодежи, начальником Управления социальной защиты населения, заместителем Главы Администрации Железнодорожного района города Екатеринбурга в 1991—1996 годах. С июня 1996 года по март 2005 года был избран председателем Екатеринбургской городской думы II—III созывов. С марта 2005 года по март 2009 года был депутатом Екатеринбургской городской думы IV созыва. Также с января 2006 года по апрель 2008 года был советником генерального директора ООО «УГМК-Холдинг».
C мая 2008 года по апрель 2009 года был заместителем Председателя Правительства Пермского края. С апреля 2009 года по сентябрь 2009 года — заместитель руководителя Администрации губернатора Пермского края. С октября 2009 года по апрель 2010 года являлся исполняющим обязанности руководителя администрации Губернатора Пермского края.
С мая 2010 года по март 2012 года занимал пост начальника Департамента по внутренней и информационной политике аппарата полномочного представителя Президента РФ в Уральском федеральном округе. С марта 2012 года по май 2012 года служил главным федеральным инспектором аппарата полномочного представителя Президента РФ в Уральском федеральном округе. С июня 2012 года по ноябрь 2012 года был руководителем Администрации Губернатора Свердловской области. С ноября 2012 года по декабрь 2013 года — вице-губернатор Свердловской области, руководитель Администрации Губернатора Свердловской области. С декабря 2013 года по декабрь 2015 года был заместителем председателя Правительства Свердловской области.
Был членом Ассоциации муниципальных образований Свердловской области, членом Ассоциации муниципальных образований «Города Урала», членом правления Союза Российских городов, вице-президентом Конгресса муниципальных образований России в 2000—2007 годах, руководителем Союза представительных органов местного самоуправления России в 1998—2005 годах, заместителем Председателя Совета руководителей органов местного самоуправления при Председателе Государственной Думы России в 1998—2003 годах, членом Исполнительного Бюро Всемирного Совета местных властей в 2004—2007 годах, членом Евразийского отделения Всемирного Совета местных властей в 2004—2012 годах, был заместителем руководителя Свердловского регионального отделения партии «Единая Россия» в 2001—2003 годах.
Является приглашенном профессором Пермского государственного университета, членом диссертационного совета Пермского государственного университета и Уральского государственного экономического университета по экономическим наукам, действительный государственный советник Российской Федерации 3 класса, членом партии «Единая Россия».
Семья
Женат, есть сын Антон и дочь Ирина.

## Научная деятельность
На сентябрь 2019 года, являясь автором пяти научных публикаций по базе Scopus, имеет индекс Хирша по базе Scopus — 3.

## Награды и звания
За свои достижения был неоднократно отмечен наградами:
- орден «За службу Отечеству» III степени от Совета по общественным наградам России;
- крест «Защитника Отечества» I степени от Совета по общественным наградам России;
- орден святого благоверного князя Даниила Московского III степени от РПЦ;
- премия «Российский Национальный Олимп» в номинации «Председатель городской Думы −2003» с вручением Ордена «За честь и доблесть»[3];
- знак отличия «Парламент России» «за большой вклад в развитие парламентаризма в России» (2003)[3];
- орден «Меценат» и Золотая грамота мецената от общественного Совета Международного благотворительного фонда «Меценаты Столетия» за «выдающийся вклад в дело возрождения и процветания Мира, за величие души, за бескорыстную щедрость» (2005);
- «Золотой знак» от Российской муниципальной Академии «за развитие местного самоуправления в России» (2006);
- медаль ордена «За заслуги перед Отечеством» II степени (2012)[3];
- медаль ордена «За заслуги перед Отечеством» I степени (2022)[3];

### Почетные звания
- Почётный работник высшего профессионального образования Российской Федерации[2];
- Почётный профессор Ошского государственного юридического университета (Кыргызстан, 2022)
- Почётный профессор Ташкентского государственного экономического университета (Узбекистан, 2022);
- Почётный профессор Университета Дунауйварош (Венгрия, 2018);
- Почётный гражданин города Екатеринбурга[2].